# 28165 Bayanmashat
28165 Bayanmashat è un asteroide della fascia principale. Scoperto nel 1998, presenta un'orbita caratterizzata da un semiasse maggiore pari a 2,2995339 UA e da un'eccentricità di 0,1449798, inclinata di 5,94742° rispetto all'eclittica.